# 1571 års kyrkoordning
1571 års kyrkoordning var den första fullständiga kyrkoordning och bekännelsetext som beslutades för kyrkan i Sverige under reformationen. Den trycktes av ärkebiskop Laurentius Petri 1571 och antogs på ett kyrkomöte i Uppsala 1572.

## Johan III och den liturgiska striden
Johan III genomdrev på ett prästmöte 1575 tillägget Nova ordinantia ecclesiastica som syftade till att förmå den svenska kyrkan att inta en mellanposition mellan de katolska och protestantiska trosriktningarna. Tillägget upphävdes genom Uppsala mötes beslut 1593, och därmed blev 1571 års kyrkoordning återställd som ensam gällande norm för den svenska kyrkoorganisationen. Beslutet stadfästes av den tillträdande kungen Sigismund inför hans kröning 1594, och stadfästelsen var ett villkor för att han skulle bli krönt.

## Skolordning
Kyrkoordningen innefattade även en skolordning. Enligt denna påböjds städernas borgerskap att inrätta skrivskolor, räkneskolor, hantverks- och handelsskolor för både pojkar och flickor, för att motverka det beroende av utlandet som uppfattades komma ur det svenska borgerskapets då ofta dåliga utbildning.

## 1686 års kyrkolag
När kyrkoordningen senare utökades med särskilda stiftsordningar (synodalakter), förlorades enhetligheten, och man insåg behovet av en ny kyrklig lagstiftning. Efter åtskilliga fruktlösa förarbeten kom en sådan till stånd genom 1686 års kyrkolag. 

## Text
- Then Swenſka Kyrkeordningen. Fulltext i faksimilutgåva från 1621. Frakturstil. (Google Books.)
- Laurentius Petris Kyrkoordning av år 1571: Utgiven av Samfundet Pro fide et christianismo; med historisk inledning av Emil Färnström. Stockholm: Diakonistyrelsens förlag, 1932.
- Den svenska kyrkoordningen 1571, jämte studier kring tillkomst, innehåll och användning. Utgiven av Sven Kjöllerström. Lund 1971: Håkan Ohlssons Förlag.
- Canon Ecclesiasticus. En latinsk utgåva av Laurentius Petris kyrkoordning (Martti Parvio) Helsingfors 1966. 203 s. Suomen kirkkohistoriallisen seuran julkaisuja (70).
- Wikisource har originalverk som rör 1571 års kyrkoordning.